# Ґрабово-Крулевське
Ґрабово-Крулевське (пол. Grabowo Królewskie) — село в Польщі, у гміні Колачково Вжесінського повіту Великопольського воєводства.
Населення — 595 осіб (2011).
У 1975-1998 роках село належало до Познанського воєводства.

## Демографія
Демографічна структура станом на 31 березня 2011 року:
|          | Загалом | Допрацездатний вік | Працездатний вік | Постпрацездатний вік |
| -------- | ------- | ------------------ | ---------------- | -------------------- |
| Чоловіки | 270     | 44                 | 209              | 17                   |
| Жінки    | 325     | 80                 | 200              | 45                   |
| Разом    | 595     | 124                | 409              | 62                   |